# 函館社会人サッカーリーグ
函館社会人サッカーリーグ（はこだてしゃかいじんサッカーリーグ）とは、全国の各都道府県にあるサッカーの都道府県リーグの下部の支部リーグのひとつ。北海道函館地区のクラブチームが参加するリーグである。

## 概要・レギュレーション
2024年度の函館社会人サッカーリーグは全3部の構成となっている。
- 1部 : 10チーム 1回戦総当たり方式
- 2部 : 10チーム 1回戦総当たり方式
- 3部 : 11チーム 1回戦総当たり方式

道南ブロックリーグからの降格やチームの新規参入、解散などによってチーム数が増減する。

### 昇格・降格に関して
- 1部リーグ優勝チームは道南ブロックリーグに参加している函館地区2チームのうち下位チームとの入れ替え戦で勝利すれば昇格となる。[3]
- 原則各部の優勝チーム、準優勝チームが上部リーグへ昇格し、下位2チームが下部リーグへ降格となる。

## 参加クラブ（2024年）

### 1部リーグ
- FC函館ナチャーロ
- JOGOAL FC
- FC BRAHMA CHOPP
- reussir
- SFIDA A.C
- 函館ジュニオールFCフォルツァ
- 函館蹴友クラブ
- FC夕陽
- FC函館ナチャーロ セカンド
- シンドウOB FC

### 2部リーグ
- FC POOL
- FC de mar limpia
- 函館星塾蹴球団
- FC RED CROSS
- ACユナイテッド森
- FC MOJA
- FC Rendir
- 本間サッカークラブ
- デス・オールスターズ
- フェリックスFC

### 3部リーグ
- FC函館N.E.O
- ララパルーザ
- Re'enter
- FC Phantom
- FC SONGO
- Falco Rosso
- 函館シニアFC
- FC Rabona
- SストーンズFC
- FC OLDIES
- クリオFC函館 ※2022年まで1部所属。活動休止後、再参入[4]

出典 : 